# درخت سنباده
درخت سُنباده (نام علمی: Aphananthe aspera) نام یک گونه از سرده آفانانته است.